# Peix gat gegant del Mekong
El peix gat gegant del Mekong (Pangasianodon gigas) és una espècie de peix de la família dels pangàsids i de l'ordre dels siluriformes.

## Morfologia
- Els mascles poden assolir 300 cm de longitud total[5] i 350 kg de pes.[6]
- Nombre de vèrtebres: 48.[7]

## Alimentació
Menja detritus i algues.

## Hàbitat
És un peix d'aigua dolça i de clima tropical.

## Distribució geogràfica
Es troba a Àsia: és una espècie de peix endèmica de la conca del riu Mekong juntament amb el panga amb el qual comparteix característiques morfològiques.

## Ús comercial
Es comercialitza fresc.

## Estat de conservació
Es troba amenaçat d'extinció a causa de la sobrepesca i de la pèrdua del seu hàbitat.